# Agoudim
Agoudim  (in arabo أكوديم‎?) è un centro abitato e comune rurale del Marocco situato nella provincia di Midelt, regione di Drâa-Tafilalet. Conta una popolazione di 4 113 abitanti (censimento 2014).